# بيت الرضي (نجرة)

تعديل مصدري - تعديل

بيت الرضي هي إحدى قرى عزلة قدم بمديرية نجرة التابعة لمحافظة حجة، بلغ تعداد سكانها 288 نسمة حسب تعداد اليمن لعام 2004.